# Храм

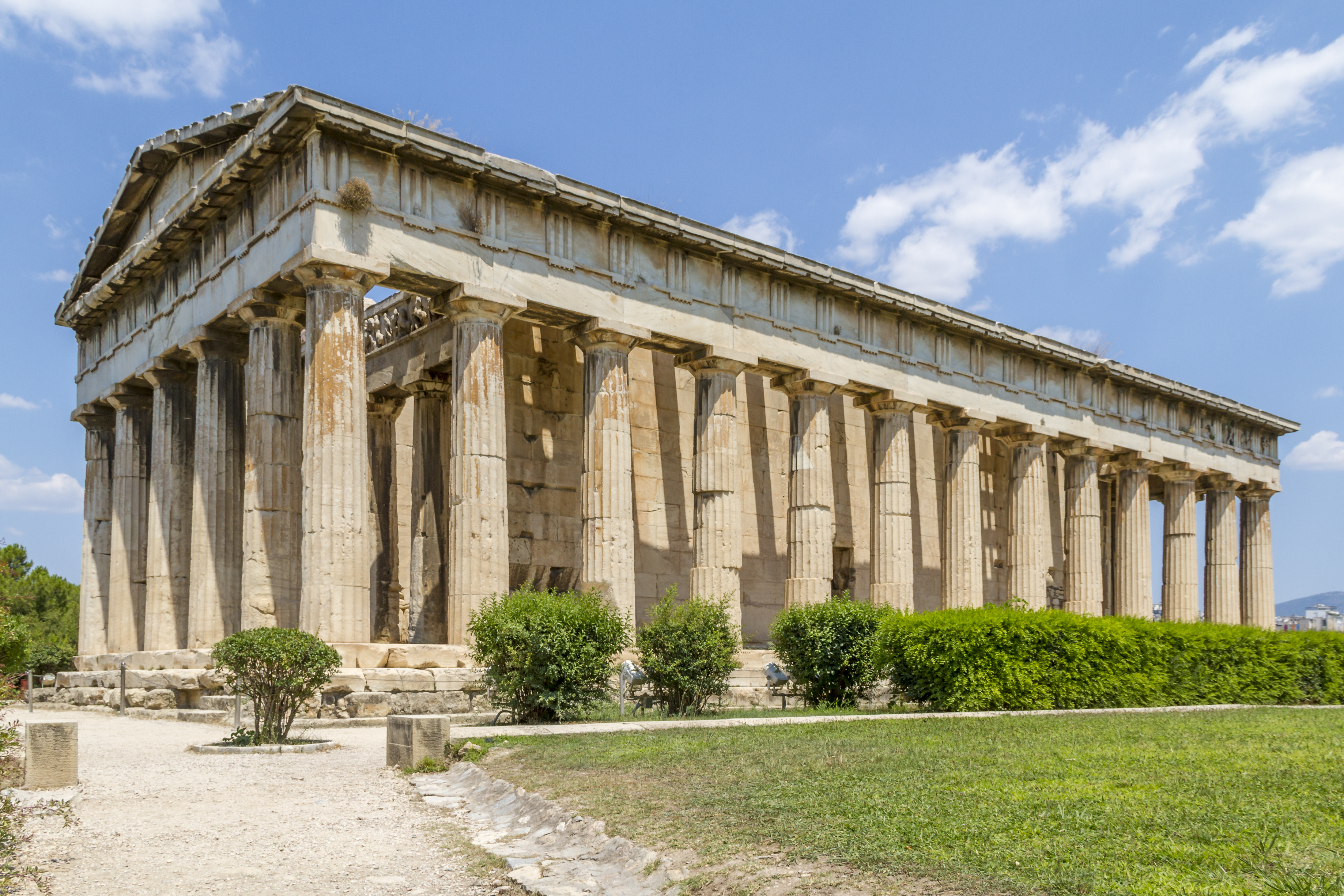
Храм Гефеста, грецький храм в Афінах 449 р до н.

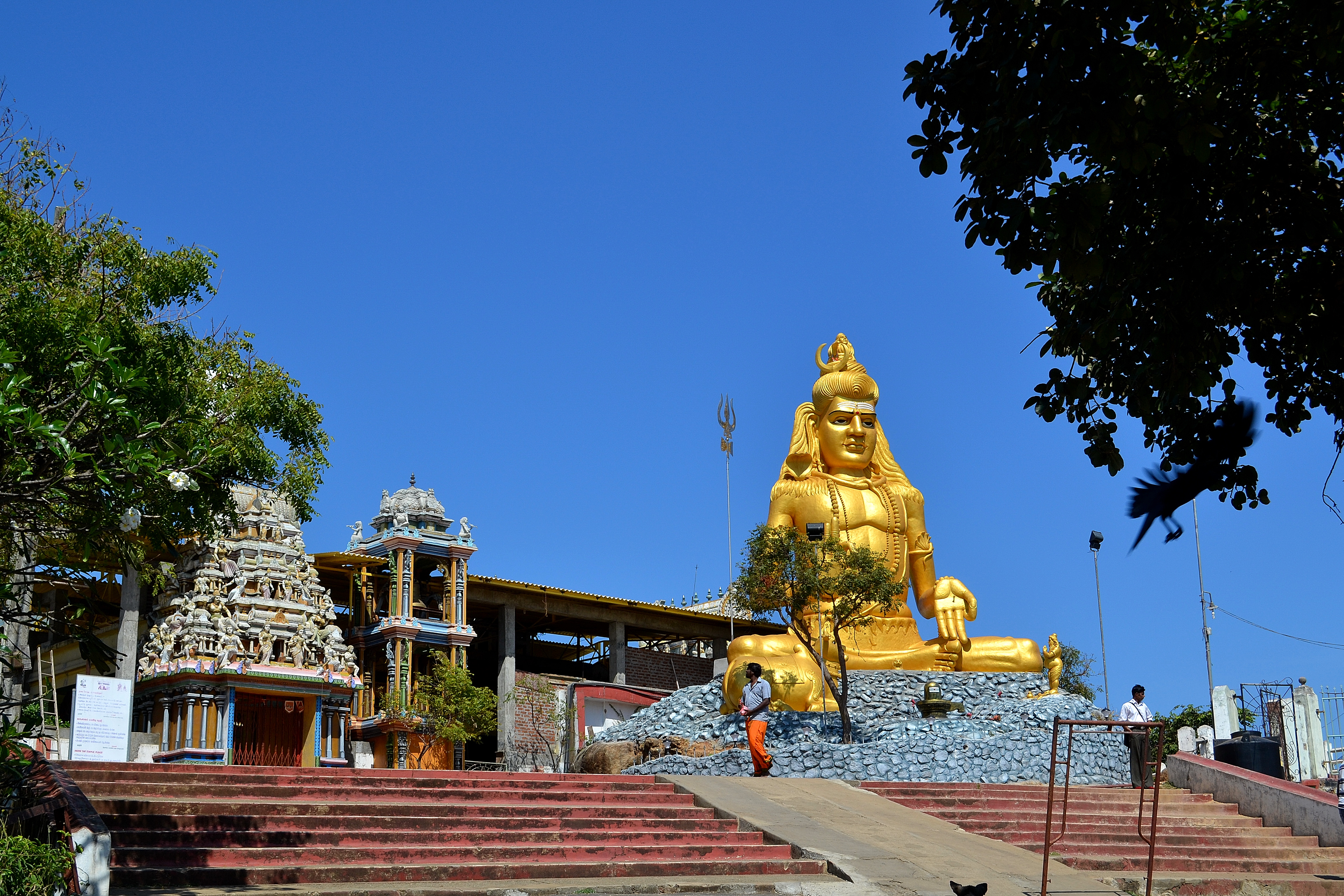
VI ст. до н. е., Тринкомалі, Шрі-Ланка

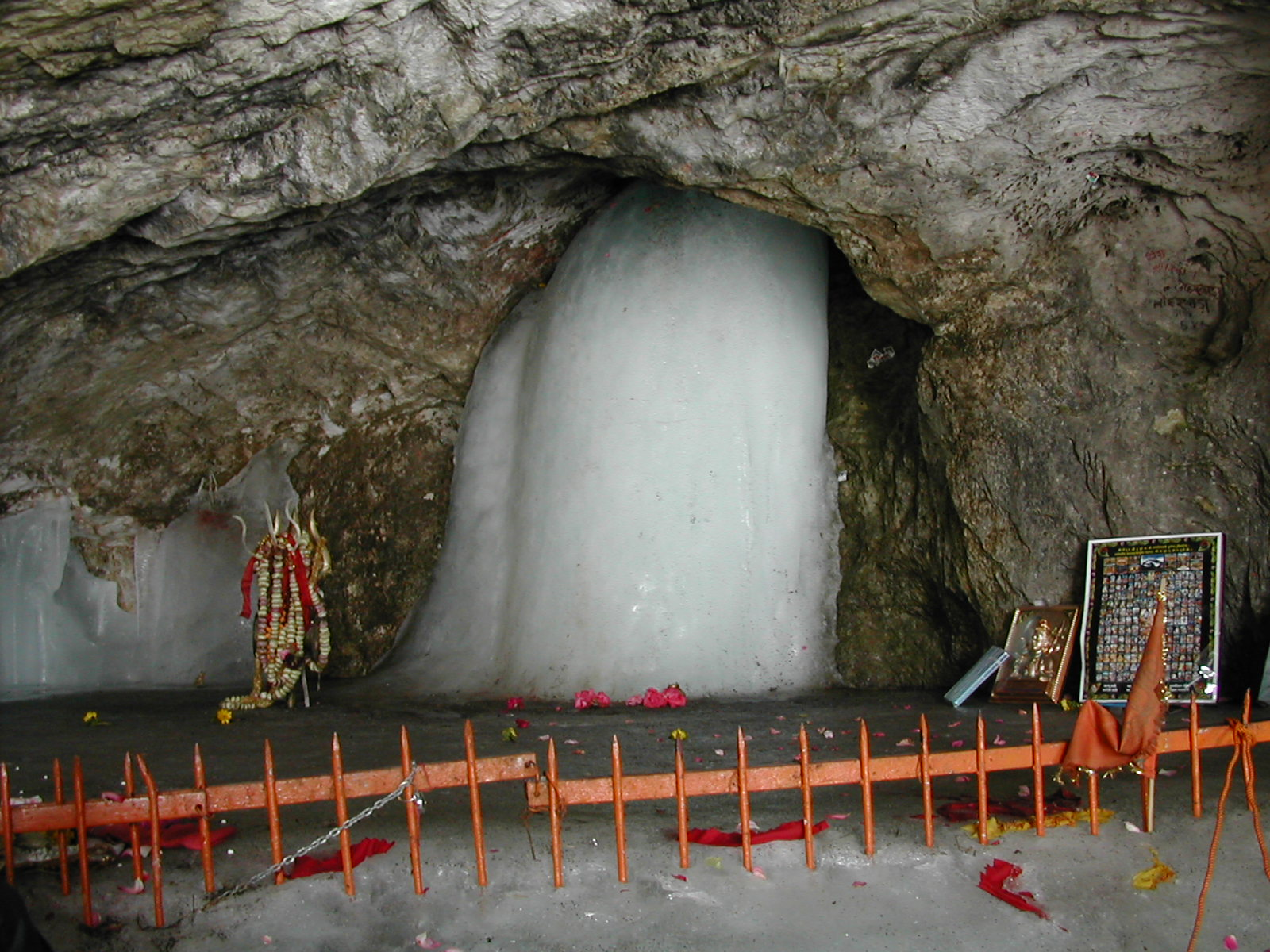
Амарнатх, відкритий до паломництва уже в 300 році до нашої ери.

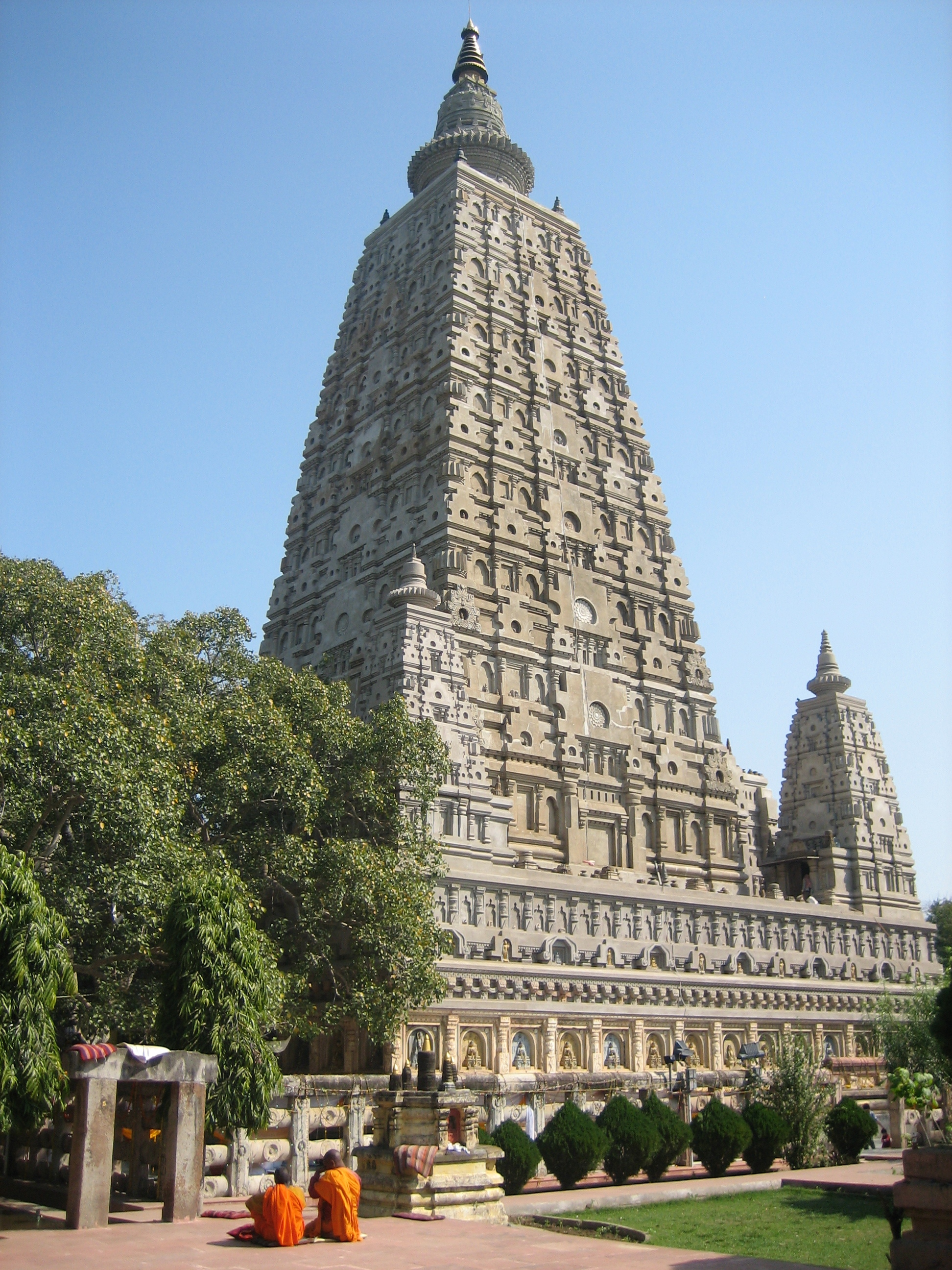
Храм Махабодгі

Храм (від староцерк.-слов. храмъ) — архітектурна споруда, призначена для здійснення богослужінь і релігійних обрядів.

## Етимологія
Слово «храм» запозичено з церковнослов'янської (у якій воно мало значення «будинок, будівля, житло, дім»), де воно походить від прасл. *xormъ і відповідає давньоруському «хороми» — формі зі східнослов'янським повноголоссям, що й досі збереглося в українській мові. У зв'язку з тим, що слово «храм» у значенні «дім» вживалося здебільшого у релігійних текстах, воно набуло значення «Божий дім, церква».
Церковнослов'янське «храм» (хороми) етимологічно тотожне дав.-гр. ναός, naós, «храм, хороми, дім [божества]».[прояснити]

## Функції храмів
Значення храмів часто набагато ширше культових функцій, що ними виконуються і релігійних ідей, які він втілює. У символіці архітектури та декоративного оздоблення храмів розкриваються уявлення про Всесвіт, у багатьох епохах (особливо — в середні століття в Європі) храми були місцем громадських зборів, урочистих церемоній, мали меморіальний характер. Монументальні будівлі храмів, розташованих у вузлових точках міста, мали велике містобудівне значення й виділялися з-поміж рядової забудови.

## Архітектура
Типи храмів та історія їх розвитку зумовлені, окрім культових вимог, та загальним розвитком архітектури й будівельної техніки у різних народів у різних країнах. Архітектура храмів (святині, християнської церкви, мусульманської мечеті, юдейської синагоги, буддійського храму) історично видозмінювалося відповідно до розвитку зодчества в різних країнах і набувала яскраву національну своєрідність.
У багатьох країнах світу, будівлі храмів, що є визначними пам'ятками національного зодчества, знаходяться під охороною держави.
Деякі противники традиційних релігійних течій заперечують необхідність особливих культових споруд (храмів, будинків молитви, мечетей тощо).

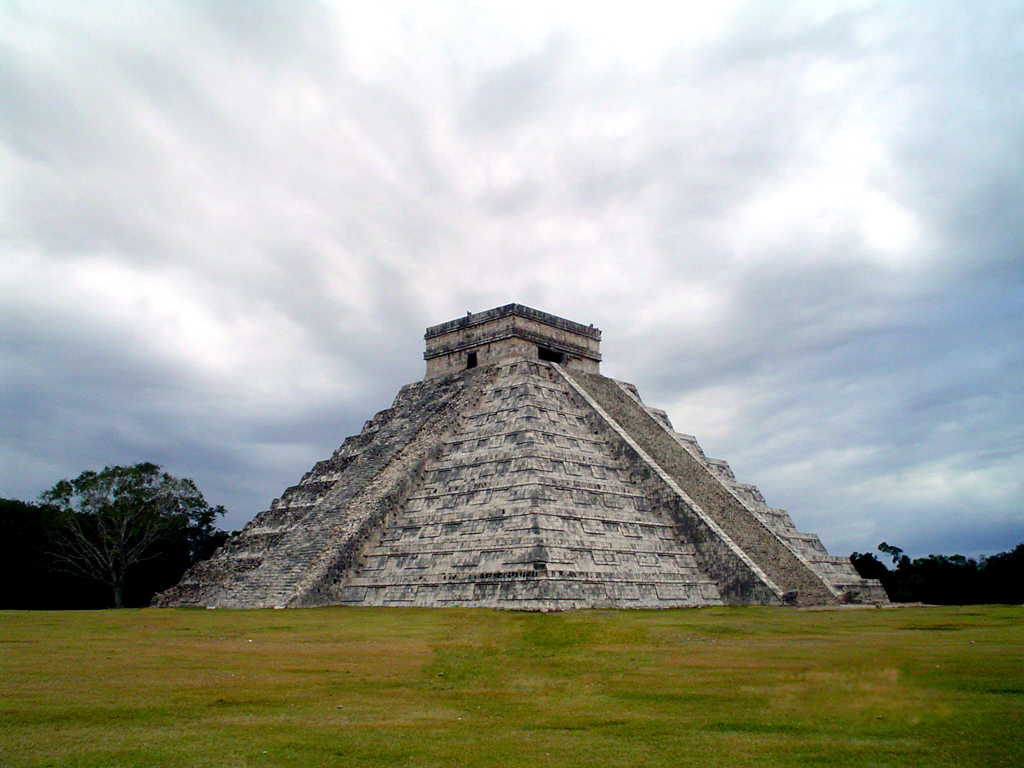
Піраміда Майя. Кукулькан

### Різновиди храмів
- Давньогрецький храм
- Церква — у християн
- Костел — храм РКЦ в західних слов'ян
- Дім молитви — у євангелістів
- Зала царства — у Свідків Єгови